# Alexander Walkden
Pour les articles homonymes, voir Walkden.
Alexander George Walkden, 1er baron Walkden (11 mai 1873 - 25 avril 1951) est un dirigeant syndical britannique et un homme politique travailliste.

## Syndicalisme
En 1906, Walkden est nommé quatrième secrétaire général de l'Association des employés des chemins de fer (l'Association moderne des employés des transports) à un moment particulièrement important de son histoire. Son prédécesseur immédiat, John Stopford Challener, s'est enfui avec la majeure partie de l'argent du syndicat - un crime qui n'a été découvert qu'après son suicide à Paris. Walkden est un administrateur et socialiste extrêmement compétent qui, au cours de ses trente années en tant que secrétaire général, transforme le syndicat appauvri en une organisation respectée, influente à la fois dans le Parti travailliste et dans le mouvement syndical. Au cours de son mandat, il joue également un rôle important dans la création de la Fédération internationale des ouvriers du transport (ITF). Avec trente ans (1906-1936), il est le secrétaire général le plus ancien de l'histoire de l'ARC / TSSA, son plus proche rival étant les quinze années au service de Richard Rosser entre 1989 et 2004. Lorsque le syndicat construit son nouveau siège social adjacent à la gare de Londres Euston dans les années 1960, il a été nommé Walkden House en son honneur.

## Carrière politique
Walkden se présente sans succès au Parlement comme candidat travailliste à Wolverhampton West aux élections générales de 1918, à une élection partielle en 1922 et à l'élection générale de 1922. Il échoue à nouveau à Heywood et Radcliffe en 1924, mais est élu aux élections générales de 1929 comme député pour Bristol Sud . Bien que gravement malade pendant une grande partie du Parlement de 1929 à 1931, Walkden fait activement pression pour qu'une loi crée le London Transport, une position de longue date du syndicat. Le gouvernement travailliste tombe avant que le London Passenger Transport Act puisse être adopté, et il perd son siège aux élections générales de 1931, mais en tant que dirigeant syndical, il presse le gouvernement national suivant de réintroduire le projet de loi, ce qu'il fait en 1932, et il entre en vigueur en 1933. Walkden est réélu pour Bristol Sud aux élections générales de 1935, servant jusqu'à ce qu'il se retire de la Chambre des communes aux élections générales de 1945. le 9 juillet 1945, il est élevé à la pairie comme baron Walkden, de Great Bookham dans le comté de Surrey. Il sert ensuite sous Clement Attlee comme Capitaine des Yeomen of the Guard (whip en chef adjoint à la Chambre des lords) de 1945 à 1949.

## Vie privée
Lord Walkden est décédé en avril 1951, à l'âge de 77 ans, et la baronnie a disparu.